# Anna Wahlgren
Pour les articles homonymes, voir Wahlgren.
Anna Martha Sofia  Wahlgren (née Karlsson le 6 octobre 1942 à Lund et morte le 7 octobre 2022 à Goa (Inde)) est une autrice suédoise à succès.

## Biographie
On ne connaît rien de sa jeunesse et de son enfance. Son frère est Sven-Harry Karlsson, le fondateur du musée d'art Sven-Harry à Stockholm.
Elle est la mère de sept filles, désormais adultes et d'un fils adulte, de trois hommes différents. Un de ses fils est décédé peu de temps après sa naissance. Anna Wahlgren s'est mariée sept fois, avec un homme deux fois.

## Critique
Plusieurs des méthodes et thèses proposées par Anna Wahlgren sont controversées, notamment celle concernant le « flapotement » et son point de vue sur le tabagisme et l'alcool pendant la grossesse et l'allaitement.
Une de ses filles, Felicia Feldt, dans un livre publié en 2012, Felicia försvann (Felicia disparut) traitait des méthodes d'éducation de sa mère et l'accusait d'avoir maltraité ses enfants,,.

## Publications
Anna Wahlgren a publié 27 livres, dont deux traduits en français :
- Au dodo les petits : comment aider bébé à faire ses nuits avec plaisir, Biovie, 2016  (ISBN 2953562427).
- Par amour des enfants : Le guide de la parentalité de 0 à 16 ans, Biovie, 2019  (ISBN 978-2953562460)